# 邦廸

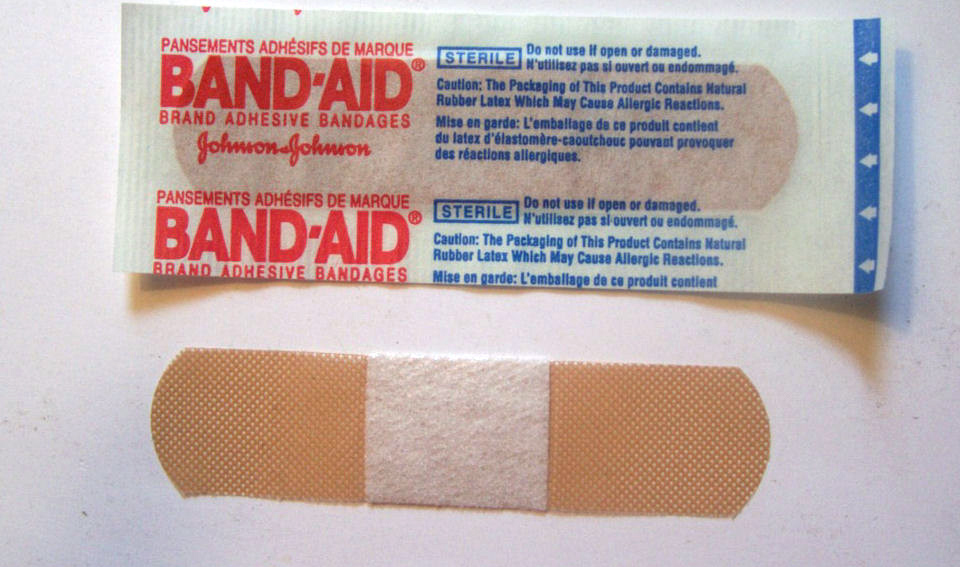
美國強生公司生產的Band-Aid

邦廸（英語：Band-Aid）是美国强生公司的一种用于保护小傷口的创可贴的注册商标，最早在1921年上市。由于邦廸取得极大成功，因此它甚至成为了这一类商品的代名词。在美国、澳大利亚、巴西、加拿大和印度，“邦廸”已成为代表创可贴的通用商標。

## 历史
邦廸于1920年由强生公司職員厄尔利·迪克森，為了常常因做家事而受傷的太太而發明，使她可以自己处理较小的伤口。此发明被迪克森交给了他的老板，并以邦廸的名字生产和出售。迪克森后来成为强生公司的副总裁，并于1957年退休。
由于最早的邦廸是由手工制造，所以它并不流行。1924年，强生公司推出一款生产带杀菌功能的邦廸的机器。在二次世界大战时，上百万的邦廸被运出海外，使其变得普及。
在1951年强生推出了第一个装饰性的邦廸。带有超人、蜘蛛侠，Hello Kitty、笑脸、芭比娃娃，蝙蝠侠和其他类似主题的图片，它依旧保持着商业上的成功。

## 外部連結
- Band-Aid Brand Official Website （页面存档备份，存于）（英文）
- Band-Aid Brand History（英文）
- Johnson & Johnson First Aid Website （页面存档备份，存于）（英文）